# کانوی تیرل
کانوی تیرل (انگلیسی: Conway Tearle; ۱۷ مهٔ ۱۸۷۸ – ۱ اکتبر ۱۹۳۸) بازیگر تئاتر و بازیگر سینما اهل ایالات متحده آمریکا بود.
از فیلم‌ها یا برنامه‌های تلویزیونی که وی در آن نقش داشته‌است می‌توان به رومئو و ژولیت، سوگند، و بلبل اشاره کرد.